# 尖萼鱼黄草
尖萼鱼黄草（学名：Merremia tridentata subsp. hastata）是旋花科鱼黄草属三齿鱼黄草的亚种。分布在热带东非、锡兰、印度、热带大洋洲、马来半岛、台湾岛以及中国大陆的云南、广西、广东等地，生长于海拔40米至260米的地区，常生于旷野沙地，目前尚未由人工引种栽培。

## 别名
凉粉草、飞洋草、地旋花、过腰蛇、山鸢萝藤（海南） 野通心菜（云南） 三齿茉栾藤戟顺亚种（ 云南热带亚热带植物区系报告） 尖萼山猪菜（海南植物志）